# Leteći brod
Leteći brod (eng. flying boat) je zrakoplov dizajniran za uzlijetanje i slijetanje na vodene površine koristeći donji dio trupa kao plovilo. Kao i na hidroavionima na vrhovima krila ugrađeni su plovci za održavanje stabilnosti na vodi.
Leteći brodovi bili su najveći zrakoplovi u prvoj polovici dvadesetog stoljeća. U nedostatku cestovnih putova i većih zračnih luka njihova sposobnost slijetanja na vodu omogućavala su bržu dostavu tereta i putnika. Tijekom 2. svjetskog rata korišteni su za ophođenje i spašavanje na moru. Poslije rata vrlo brzo su zamijenjeni zrakoplovima koji slijeću na kopnene površine te su se rjeđe korišteni za gašenje požara i prijevoz na manje i nedostupne otoke kojima pristup nije drugačije moguć.

## Povijesni razvoj

### Početak
U 1911. Curtiss objavljuje razvoj njegovog letećeg broda na osnovi aviona modela D, ovaj put opremljenog s trupom kao kod broda i novom oznakom - Model E. 1913. britanska tvrtka za izradu brodova Samuel J. White otvara novi pogon za izradu aviona i proizvodi leteći brod koji je po prvi puta prikazan na aeromitingu 1913. godine. Iste godine u suradnji brodogradilišta S.E. Saunders i Sopwith Aviation Company proizveden je "Bat Boat", zrakoplov s nepropusnim drvenim trupom koji je mogao letjeti i s kopna i s vodenih površina. Bio je to prvi potpuno britanski avion sposoban za šest povratnih letova preko pet milja u roku od pet sati.
Prije Prvog svjetskog rata američkom pioniru zrakoplovstva, pilotu Glenn Curtissu, koji je eksperimentirao s hidroavionima, pridružio se Englez John Cyril Porte kako bi izradili leteći brod sposoban za prelet Atlantskog oceana i osvojili ponuđenu nagradu britanskog lista Daily Mail za taj pothvat.
Porte je projektirao trup sa zraženim prijelazom na koji se može pričvrstiti konstrukcija Curtissa i motor. Novonastali veliki zrakoplov bio je u mogućnosti nositi dovoljno goriva za let na velikim udaljenostima a mogao je i pristati uz brod radi nadopune goriva. Porteove planove prekinuo je rat.

### I. svjetski rat
Od 1914. Curtiss proizvodi leteći brod "America" od kojih je nekoliko primjeraka Royal Naval Air Service testirao u eksperimentalnoj bazi za hidroavione koju je tada vodio Porte. Porte je razvio poboljšani trup te je nastao Felixstowe F.1 i njegovih par većih inačica koje su se koristile za obalne ophodnje i lov na tadašnje njemačke podmornice ("U-boats").
Američka zrakoplovna tvrtka "Curtiss Aeroplane i Motor Company" samostalno je razvila svoj projekt letećeg broda kao mali model "F" i veći model "K" od kojih su njih nekoliko prodani ruskom Naval Air Service-u, dok je model 'C' završio u tadašnjoj Ratnoj mornarici SAD-a. Curtiss je među ostalima izgradio Felixstowe F5 (kao Curtiss F5L) na osnovi konačnog porteovog dizajna trupa i s American Liberty motorima.

### Između dva rata
A Curtiss NC-4 je postao prvi zrakoplov koji je 1919. letio preko Atlantskog oceana. Od četiri aviona koji su krenuli u tu avanturu, samo jedan je završio let.
U 1930-im, leteći brodovi omogućili su redoviti zračni promet između SAD-a i Europe, otvarane su nove rute u Južnoj Americi, Africi i Aziji. Foynes (Irska) i Botwood, (Newfoundland i Labrador (Kanada)) bila su krajnja odredišta za mnoge rane transatlantske letove. Dok su zrakoplovi namijenjeni za slijetanje na kopno trebali pripremljene staze za slijetanje i uzlijetanje, leteći brodovi su se mogli zaustaviti uz mali otok, na rijeci, jezeru ili obalnim stanicama kako bi nadopunili gorivo i zalihe. Pan Am-ov Boeing 314 "Clipper" letio je prema "egzotičnim" odredištima na Dalekom istoku. 
Godine 1923. prvi britanski komercijalni leteći brodovi počeli su letjeti prema i iz Kanalskih otoka. Nakon što je britanska zrakoplovna industrija doživljava ubrzan rast,  vlada je naredila spajanje pet zrakoplovnih kompanija te formiranje kompaniju u vlasništvu države – londonskog Imperial Airwaysa (IAL). IAL je postao britanski nacionalni međunarodni avioprijevoznik, pružajući usluge putničkog i poštanskog prijevoza između Britanije i Južne Afrike korištenjem zrakoplova poput Short S.8 Calcutta.
Kada su četiri RAF-ova leteća broda Supermarine Southampton na svom letu oko svijeta stigli u Melbourne 1928. godine, nova postignuća u svijetu zrakoplovstva privukla su pozornost i australske javnosti.Veliko mnoštvo ljudi na obali je dočekalo RAF-ovu posadu a let je bio dokaz da su leteći brodovi postali pouzdano sredstvo i za dugolinijski prijevoz.
U studenom 1920. u Brisbaneu je registriran Qantas. Uz javnu podršku za novi brži prijevoz putnika i pošte aviokompanija je brzo napredovala. Već 1931. godine Qantas je počeo povezivati kopnene letove s Imperial Airwaysovim letovima. Pošta je zahvaljujući tome do Londona stizala za "samo" 16 dana - manje od polovice vremena nego brodskim prijevozom. Vlada je u obadvije kompanije poslala program za pokretanje nove usluge u prijevozu putnika i pošte između krajeva carstva. I Qantas i IAL pristali su na spajanje te je pod kombiniranim vlasništvom formiran Qantas Empire Airways. Nova linija svakih 10 dana između Rose Bay-a u Sydneyu i Southamptona u Engleskoj je doživjela veliki uspjeh te je ubrzo i predviđen teretni prostor za poštu postao premalen za sva napisana pisma. U 1933. godini britanska vlada je problem pokušala riješiti narudžbom velikog jednokrilca dugog doleta od britanskog proizvođača Short Brothersa ojeg bi koristio IAL. Partner Qantas nije imao ništa protiv ove inicijative te i sam kupuje šest novih letećih brodovia Short Empire.
Isporuka pošte što je brže moguće stvorila je konkurenciju a pronađena su i neka inovativna rješenja. Inačica Short Empirea, leteći brod Maia i Mercury, bilo je rješenje neobičnog izgleda na kojem je četveromotorni hidroavion Mercury učvršćen na vrhu Maia (konstrukcijski ojačan Short Empire). Ideja je bila da se koristeći veći leteći brod Maia i manji Mercury nađe u zraku s težinom koja bi inače bilo nemoguće uzletjeti i količinom goriva dovoljnim za predviđeno putovanje. Radi ograničene korisnosti, nakon prolaska New Yorka, Mercury je morao biti vraćen brodom. Inače, hidroavion Mercury je postavio veliki broj daljinskih rekorda prije nego što je usvojena nadopuna goriva tijekom leta. 
Sir Alan Cobham je 1930-ih osmislio metodu nadopune goriva tijekom leta. To je omogućilo Short Empireu nadopunu goriva na transatlanskim letovima bez slijetanja, dopuštajući mu da nosi više goriva od onog s kojim je mogao poletjeti. Nadopuna je vršena iznad irskog gradića Foynesa na rijeci Shannon. Kao avion-cisterna korišten je Handley Page HP54 Harrow.
Njemački leteći brod Dornier Do-X je bio primjetno drugačiji od engleskih i američkih. Za stabilizaciju na vodi koristio je produženja iz donjeg dijela trupa nalik na krilo. Bio je pokretan s 12 motora i mogao je prevesti 170 osoba. U Ameriku je, s usputnim slijetanjima,  prvi puta preletio 1929. godine. Bio je to najveći leteći brod svoga vremena. Iako s velikim brojem motora nedostajalo mu je snage i bio je ograničen niskom operativnom visinom leta. Izgrađena su samo tri Dorniera Do-X s različitim motorima u pokušaju smanjenja nedostataka energije. Dva su prodana u Italiju.

### II. svjetski rat
Vrijednost letećih brodova u vojnom korištenju bila je brzo prepoznata. Korišteni su u različitim zadacima kao što su antipodmorničku ophodnju, pomorske potrage i spašavanja te praćenje borbenih brodova. Zrakoplovi poput PBY Catalina, Short Sunderlanda i Grumman Goosea opremljeni s ovješenim naoružanjem, djelovali su u ratnim zonama Pacifika i Atlantika kao izviđački i borbeni avioni, pronašavši mnoge neprijateljske brodove i potopivši brojne podmornice. Najveći ratni leteći brod bio je njemački Blohm und Voss BV 238, koji je ujedno i najteži avion koji je letio tijekom Drugog svjetskog rata.

### Poslijeratno razdoblje
Hughes H-4 Hercules ("Spruce Goose")  projektiran u SAD-u tijekom rata bio je čak i veća od Bv238 ali nije poletio do 1947. godine. Bio je to najveći leteći brod koji je ikada letio.
Ovaj kratki skok drvenog zrakoplova u 1947. godini bio je i posljednji takve vrste radi poslijeratnog naglog pada interesa i pomanjkanja misija za ovakav preko-oceanski prijevoz. Ratna mornarica SAD-a nastavila je raditi slične zrakoplova kao što je npr. Martin P5M Marlin do ranih 1970-ih pokušavajući čak izgraditi i leteći brod-bombarder pokretan mlaznim motorima (Martin Seamaster).
Padu interesa za leteće brodove pridonio je sve veći broj uzletišta s uređenim uzletno-sletnim stazama kojima je dužina bivala sve veća. Rasla je i brzina i dolet aviona predviđenih za slijetanje na kopno te je konkurentnost aerodinamički zahtjevnih letećih brodova (oblik trupa radi što efikasnijeg slijetanja i uzlijetanja s vodenih površina) bio sve manji. Natjecati se s novim civilnim mlaznim zrakoplovima kao što su bili de Havilland Comet i Boeing 707 je postalo nemoguće.
BOAC (eng.:British Overseas Airways Corporation) je nastavio koristiti njihove leteće brodove leteći iz iz Southamptona do studenog 1950. godine.
1948. je, nastavljajući trend, osnovana aviotvrtka Aquila Airways kako bi povezivala odredišta koja su još uvijek bila nedostupna za kopnene zrakoplove. Sa Short S.25 i S.45 letećim brodovima tvrtka je iz Southamptona letjela na rutama za Madeiru, Las Palmas, Lisabon, Jersey, Mallorcu, Marseille, Capri, Genovu, Montreux i Santa Margheritu. Letovi su obustavljeni 30. rujna 1958. godine. Od 1950. do 1957. Aquila Airways letjela je i iz Southamptona u Edinburgh i Glasgow.
Leteći brodovi Aquila Airwaysa su bili ovlašteni i za jednodnevne neredovite linije, obično za razmještaj postrojbi. Tri leteća broda Aquila Airwaysa su korišteni tijekom uspostave zračnog mosta za Berlin 1948. godine a najduži čarter bio je 1952. iz Southampton za Falklandske otoke. 1953. leteće brodovi su korišteni za raspoređivanje postrojbi u Freetown i Lagos s posebnom linijom iz Hulla (Engleska) u Helsinki (Finska) radi premještaja brodskih posada.
Tehnički napredni Saunders-Roe Princess prvi let je imao 1952. Iako je bio na samom vrhu u razvoju letećih brodova niti jedan nije prodan iako ga je navodno u više navrata pokušao kupiti Aquila Airways. Od tri izrađena zrakoplova dva nisu nikada poletjela a svi su bili rastavljeni 1967. godine.